# Berga, Nynäshamns kommun
Berga är en bebyggelse vid länsväg 225 i Sorunda socken i Nynäshamns kommun. Från 2015 avgränsar SCB här en småort.